# Szlifierka kątowa
Szlifierka kątowa (pot. fleks, platerówka, gumówka, grajnerka, kątówka, fleksa, diaks, bakielitka, bosz, boszka lub boszówka) – narzędzie pneumatyczne lub elektryczne (na prąd stały DC jak i zmienny AC) oraz rzadko spotykane spalinowe, przeznaczone do cięcia, szlifowania, polerowania, a  także satynowania.
W 1922 roku niemiecka firma "Flex" w Stuttgarcie rozpoczęła seryjną produkcję szlifierki ręcznej MS 6, z silnikiem napędzającym wałek giętki, wyposażony w różne końcówki. Pod koniec lat 20. XX wieku wałek giętki zastąpiono przekładnią kątową. W 1954 roku rozpoczęto produkcję wysokoobrotowych szlifierek kątowych FLEX DL 9.
Szlifierka kątowa posiada silnik, którego wał połączony jest za pomocą zębatki atakującej z przekładnią planetarną napędzającą wrzeciono z wystającym trzpieniem nagwintowanym do rozmiaru M14.
W szlifierce kątowej silnik napędza za pośrednictwem przekładni stożkowej wrzeciono zwykle do prędkości 12 000 obr./min, na którym może być zamocowany każdy element z gwintem M14 lub o średnicy otworu 22,23 mm jak np.:
- tarcza ścierna tzw. korundowa przeznaczona do cięcia metali, betonu lub innych materiałów
- tarcza do szlifowania: korundowa/diamentowa/listkowa/lamelowa/nylonowa/grzebieniowa...
- szczotka druciana (z drutu karbowanego lub plecionego) do usuwania warstw lakierniczych i rdzy.
- tarcza polerska, jak również walce satyniarskie...
- tarcza diamentowa (ALL-CUT lub konkretnego przeznaczenia)
- tarcza łańcuchowa do cięcia drewna
- tarcza widiowa do cięcia drewna lub metali.

Osprzęt do szlifierek kątowych jest produkowany w znormalizowanych rozmiarach mocowanych za pomocą gwintu M14 lub otworu 22,23 mm. Standardowe średnice tarcz szlifierskich to 115, 125, 150, 180, 230 i 300 mm (najpopularniejsze 115, 125, 230 mm).